# Città del Gambia

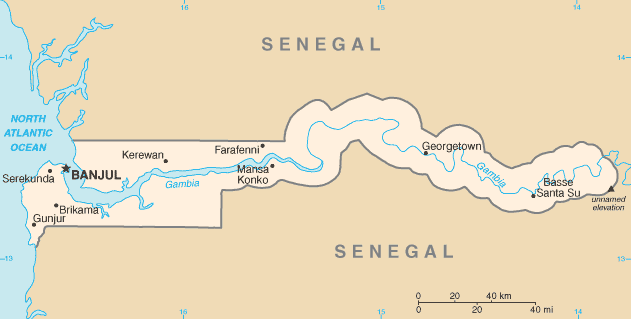
Mappa del Gambia

Lista delle città del Gambia.

## Città
- Bakau
- Banjul
- Bansang
- Basse Santa Su
- Brikama
- Brufut
- Farafenni
- Janjanbureh (Georgetown)
- Jufureh
- Kalagi
- Kanilai
- Kerewan
- Kololi
- Kuntaur
- Lamin (Div. West Coast)
- Lamin (Div. North Bank)
- Mansa Konko
- Nema Kunku
- Serekunda
- Soma
- Sukuta
- Tanji
- Tujereng